# Astragalus denudatus
Astragalus denudatus es una especie de planta del género Astragalus, de la familia de las leguminosas, orden Fabales.

## Distribución
Astragalus denudatus se distribuye por Georgia, Cáucaso (Checo-Ingushetia, Daguestán, Kabardino-Balkaria, Karachaevo-Cherkessia y Severo-Ossetia) e Irán.

## Taxonomía
Fue descrita científicamente por Stev. Fue publicada en Mémoires de la Société Impériale des Naturalistes de Moscou 4: 97 (1812).